# Moira Tessera
Moira Tessera est une région formée de tesserae située sur la planète Vénus par 58,7° N et 310,5° E près d'Ishtar Terra, au sud-ouest de Lakshmi Planum, entre Danu Montes et Guinevere Planitia.
Large d'un peu plus de 360 km, cette région a une altitude comprise entre 4 000 et 1 000 m.